# أنشوفة كبيرة العين
أنشوفة كبيرة العين (الاسم العلمي:Anchoa lamprotaenia) (بالإنجليزية: Big-eye anchovy)‏ هي نوع من الأسماك تتبع جنس الأنشوفة من الفصيلة البلمية.